# Edgaras Utkus
Edgaras Utkus (Radviliškis, 22 de junio de 2000) es un futbolista lituano que juega en la demarcación de centrocampista para el Círculo de Brujas de la Primera División de Bélgica.

## Selección nacional
Después de jugar en la selección de fútbol sub-17 de Lituania, la sub-19, y la sub-21, finalmente hizo su debut con la selección absoluta el 11 de noviembre de 2020 en un encuentro amistoso contra Islas Feroe que finalizó con un resultado de 2-1 a favor del combinado lituano tras el gol de Gunnar Vatnhamar para las Islas Feroe, y un doblete de Gratas Sirgedas.

## Clubes
| Club               | País    | Año     | Partidos | Goles |
| ------------------ | ------- | ------- | -------- | ----- |
| AS de Monaco FC II | Francia | 2019-21 | 8        | 0     |
| Círculo de Brujas  | Bélgica | 2021-   | 92       | 4     |